# Tập đoàn giao dịch chứng khoán London

Logo của Tập đoàn giao dịch chứng khoán London hiện nay

London Stock Exchange Group (LSEG) là một công ty thông tin tài chính và giao dịch chứng khoán có trụ sở tại Vương quốc Anh có trụ sở chính tại Thành phố London, Anh. Nó sở hữu Sở giao dịch chứng khoán London (trên đó nó cũng được niêm yết), Refinitiv, LSEG Technology, FTSE Russell, và phần lớn cổ phần trong LCH và Tradeweb. Tập đoàn bản chất cũng là một cổ phiếu, hiện đang giao dịch tại Sở giao dịch chứng khoán London (LON: LSEG)

## Lịch sử

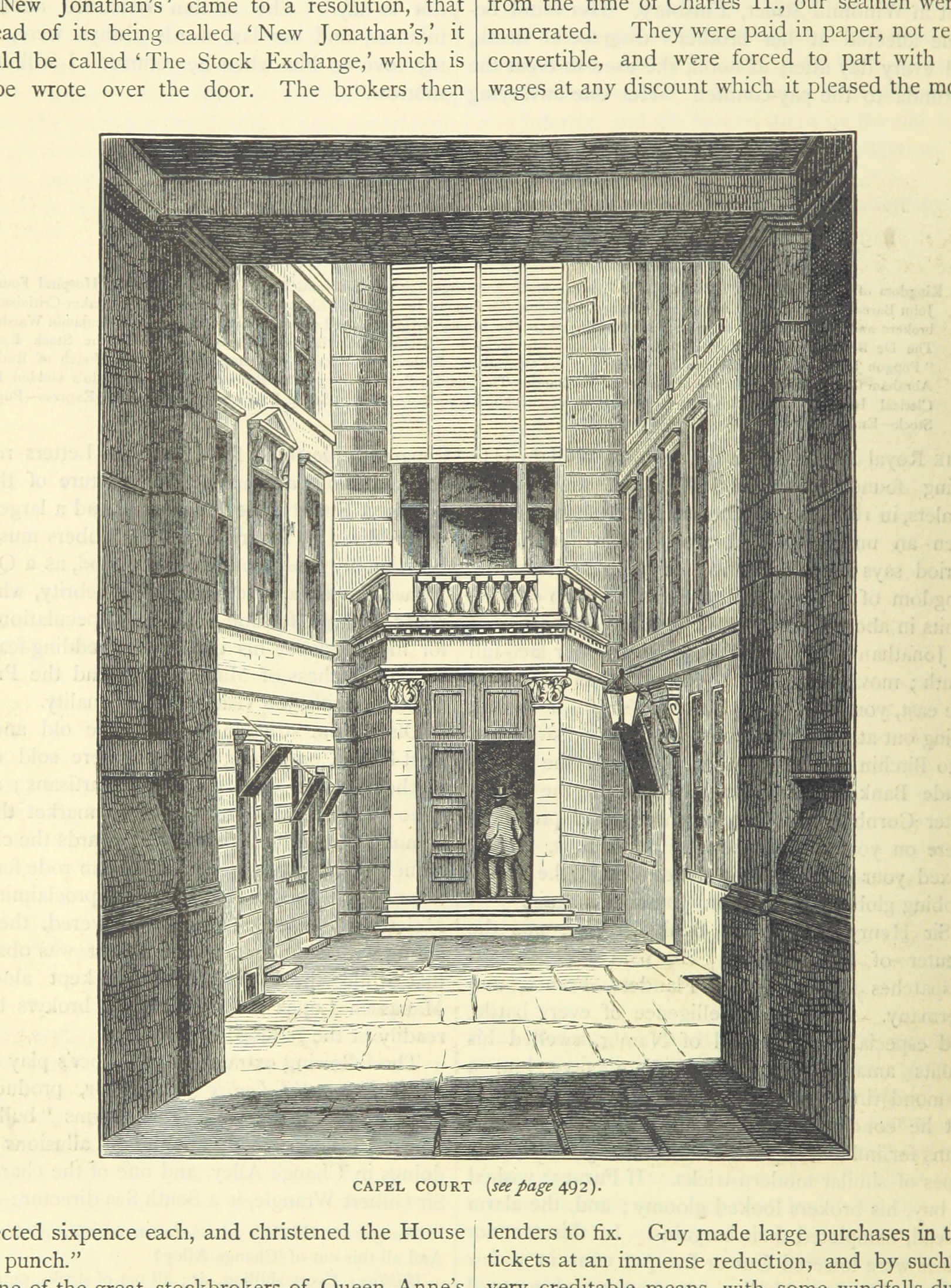
Sở giao dịch chứng khoán London, giai đoạn 1802-1972

Sở giao dịch chứng khoán Luân Đôn được thành lập tại Ngõ Sweeting ở Luân Đôn vào năm 1801. Nó chuyển đến Capel Court vào năm sau.
Năm 1972, Sở giao dịch chuyển đến một tòa nhà được xây dựng theo mục đích mới và sàn giao dịch ở Phố Threadneedle. Việc bãi bỏ quy định, đôi khi được gọi là "vụ nổ lớn", được đưa ra vào năm 1986 và quyền sở hữu bên ngoài đối với các công ty thành viên lần đầu tiên được cho phép. Năm 1995, Thị trường Đầu tư Thay thế được ra mắt và vào năm 2004, Sở Giao dịch lại chuyển đến Quảng trường Paternoster.
Từ tháng 4 đến tháng 5 năm 2006, sau khi bị từ chối theo cách tiếp cận không chính thức, Nasdaq đã tạo dựng được 23% cổ phần trong Sàn giao dịch. Cổ phần đã tăng lên 29% là kết quả của việc hợp nhất cổ phần của sàn giao dịch London. Nasdaq kể từ đó đã bán khoản đầu tư của mình.
Vào năm 2007, Sở giao dịch đã mua lại Borsa Italiana có trụ sở tại Milan với giá 1,6 tỷ euro (1,1 tỷ bảng Anh; 2 tỷ đô la) để thành lập Nhóm giao dịch chứng khoán London. Sự kết hợp này nhằm mục đích đa dạng hóa việc cung cấp sản phẩm và cơ sở khách hàng của LSE. Thỏa thuận toàn bộ cổ phần đã làm loãng cổ phần của các cổ đông LSE hiện tại, với việc các cổ đông của Borsa Italiana nhận được cổ phiếu mới chiếm 28% của sổ đăng ký mở rộng.
Vào ngày 16 tháng 9 năm 2009, London Stock Exchange Group đã đồng ý mua lại Millennium Information Technologies, Ltd., một công ty phần mềm có trụ sở tại Sri Lanka chuyên về hệ thống giao dịch, với giá 30 triệu đô la Mỹ (18 triệu bảng Anh). Việc mua lại được hoàn thành vào ngày 19 tháng 10 năm 2009.

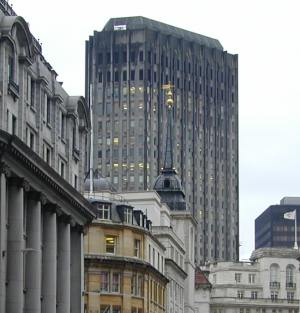
Tòa nhà Sở hiện nay

Vào ngày 9 tháng 2 năm 2011, TMX Group, nhà điều hành của Sở giao dịch chứng khoán Toronto đã đồng ý tham gia lực lượng với Nhóm giao dịch chứng khoán London trong một thỏa thuận được người đứng đầu TMX Tom Kloet mô tả là 'sự hợp nhất của các công ty bằng nhau' (mặc dù 8/15 thành viên hội đồng quản trị của hợp đồng thực thể sẽ được chỉ định bởi LSE, 7/15 bởi TMX). Thỏa thuận này, tùy thuộc vào sự chấp thuận của chính phủ sẽ tạo ra nhà điều hành sàn giao dịch lớn nhất thế giới cho các cổ phiếu khai thác.Tại Vương quốc Anh, Tập đoàn LSE lần đầu tiên công bố là tiếp quản, tuy nhiên ở Canada, thương vụ này được báo cáo là một vụ sáp nhập. Tên tạm thời cho nhóm kết hợp đã là LTMX Group plc. Vào ngày 13 tháng 6 năm 2011, một đối thủ và giá thầu thù địch từ Tập đoàn Maple có lợi ích của Canada, đã được công bố cho Tập đoàn TMX. Đây là một đợt chào mua bằng tiền mặt và cổ phiếu trị giá 3,7 tỷ đô la Canada, được đưa ra với hy vọng ngăn chặn việc Tập đoàn LSE tiếp quản TMX. Nhóm bao gồm các ngân hàng và tổ chức tài chính hàng đầu của Canada. [13] Tuy nhiên, Sở Giao dịch Chứng khoán Luân Đôn đã thông báo chấm dứt việc sáp nhập với TMX vào ngày 29 tháng 6 năm 2011 với lý do "LSEG và Tập đoàn TMX tin rằng việc sáp nhập rất khó đạt được sự chấp thuận của đa số 2/3 yêu cầu tại cuộc họp cổ đông của Tập đoàn TMX".
Vào tháng 7 năm 2012, LSE đã mua 5% cổ phần của Sở giao dịch chứng khoán Delhi.
Vào ngày 2 tháng 6 năm 2014, LSE đã trở thành sở giao dịch chứng khoán thứ 10 tham gia sáng kiến về Sở giao dịch chứng khoán bền vững (SSE) của Liên hợp quốc.
Vào ngày 26 tháng 6 năm 2014, LSE thông báo họ đã đồng ý mua Frank Russell Co., biến nó thành một trong những nhà cung cấp dịch vụ chỉ mục lớn nhất.
Vào tháng 1 năm 2015, Reuters báo cáo rằng London Stock Exchange Group đã lên kế hoạch bán Russell Investments và ước tính việc bán này sẽ tạo ra 1,4 tỷ đô la mỗi đơn vị.

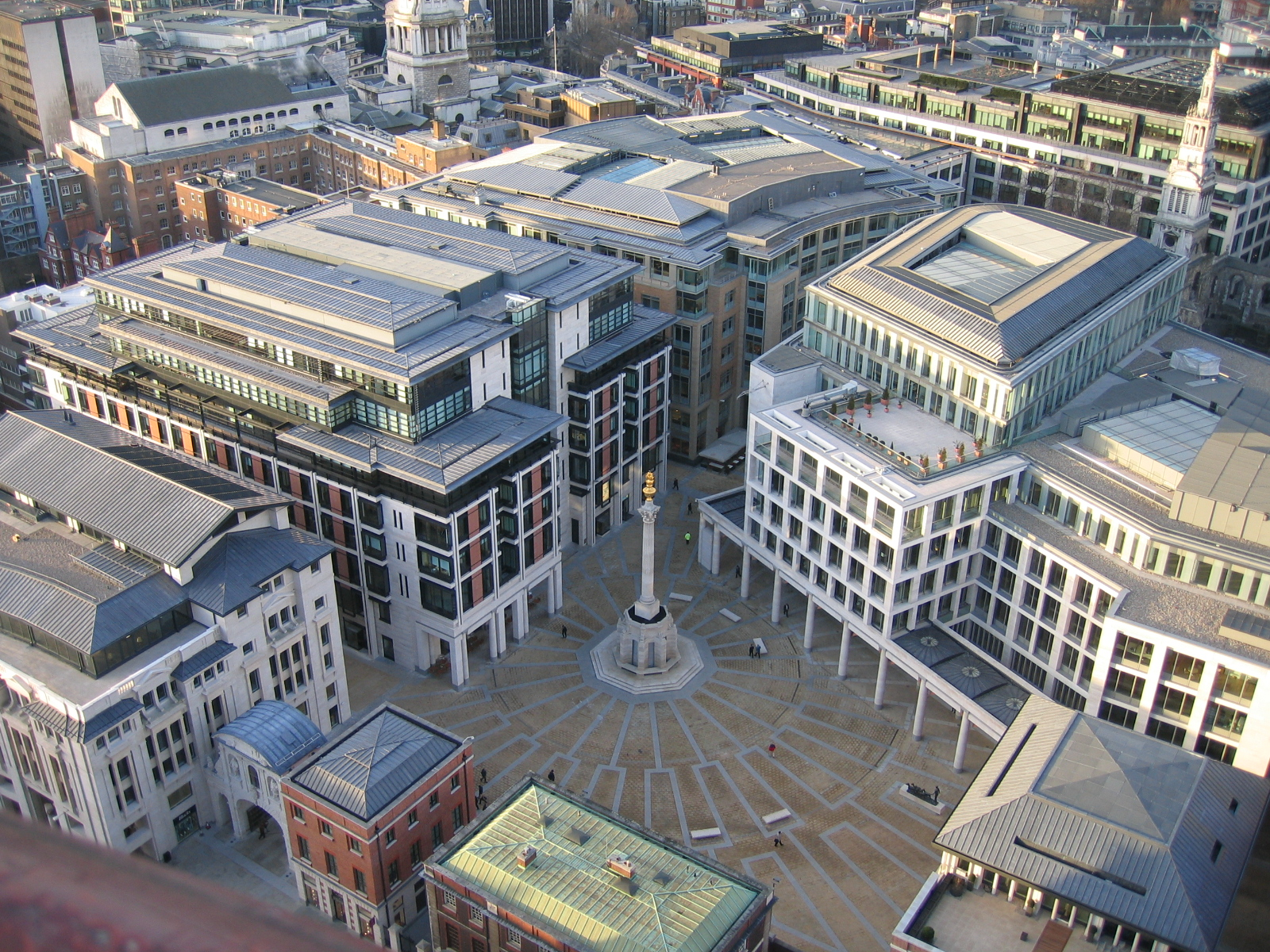
Quảng trường Paternoster ở London, nơi London Stock Exchange Group đã chiếm giữ tòa nhà chiếm phần lớn phía bên phải của quảng trường này kể từ năm 2004

Vào tháng 3 năm 2016, công ty thông báo đã đạt được thỏa thuận với Deutsche Börse để sáp nhập. Các công ty sẽ được thành lập dưới một công ty mẹ mới, UK TopCo, và sẽ giữ lại cả hai trụ sở chính ở London và Frankfurt. Vào ngày 25 tháng 2 năm 2017, London Stock Exchange Group PLC tuyên bố họ sẽ không bán nền tảng giao dịch thu nhập cố định của mình ở Ý cho Deutsche Börse AG, để xoa dịu những lo ngại về sự chống đối. Việc sát nhập theo kế hoạch giữa hai sàn giao dịch, được ước tính sẽ tạo ra sàn giao dịch lớn nhất ở châu Âu, sau đó được Wall Street Journal mô tả là "có rủi ro". [22] Nỗ lực sáp nhập đã bị Cơ quan quản lý cạnh tranh của EU chặn vào ngày 29 tháng 3 năm 2017 tuyên bố rằng "Cuộc điều tra của Ủy ban kết luận việc sáp nhập sẽ tạo ra độc quyền trên thực tế trên thị trường thanh toán các công cụ thu nhập cố định".
Vào tháng 8 năm 2019, công ty đã đồng ý mua Refinitiv trong một giao dịch mua bán cổ phần với giá trị mục tiêu là 27 tỷ đô la. Nhưng ngay sau đó, vào ngày 11 tháng 9 năm 2019, chính LSE đã trở thành mục tiêu của gói thầu trị giá 32 tỷ bảng Anh bởi Sở giao dịch và thanh toán bù trừ Hồng Kông. [25] Để đảm bảo thỏa thuận, vào tháng 7 năm 2020, công ty thông báo rằng họ đang xem xét bán tài sản Ý của mình bao gồm MTS, địa điểm giao dịch trái phiếu của Ý và có khả năng là Borsa Italiana. [26]
Vào ngày 18 tháng 9 năm 2020, LSEG đã tham gia vào các cuộc đàm phán độc quyền để bán Bourse Italia cho Euronext. Việc mua lại được công bố vào ngày 9 tháng 10 cùng năm đó và hoàn thành vào ngày 29 tháng 4 năm 2021.

## Khả năng lãnh đạo
Vào tháng 4 năm 2018, cựu giám đốc ngân hàng Goldman Sachs, David Schwimmer được thuê làm giám đốc điều hành của London Stock Exchange Group, thay thế Xavier Rolet, người bị lật đổ vào tháng 11 năm 2017. Vai trò gần đây nhất của Schwimmer tại Goldman Sachs là "người đứng đầu toàn cầu về cấu trúc thị trường và người đứng đầu toàn cầu về kim loại và khai thác trong ngân hàng đầu tư".